# Invar
Invar, obično poznat s oznakom FeNi36, je legura čelika s niklom, poznata po svojem jedinstvenom svojstvu niskog koeficijenta toplinskog istezanja. Ime dolazi od riječi invariable (nepromjenjiv), što se odnosi na njeno svojstvo da se neznatno širi ili skuplja s promjenom temperature.
Leguru invar je otkrio 1896. švicarski znanstvenik Charles Édouard Guillaume, koji je za to otkriće dobio Nobelovu nagradu za fiziku 1920., koje je omogućilo veliko poboljšanje u izradi preciznih znanstvenih instrumenata.
Invar je registrirani zaštitni znak tvrtke “ArcelorMittal”. FeNi36 također proizvodi japanska tvrtka “Nippon Yakin Kogyo”.

## Svojstva i primjena
Leguru invar ima koeficijent toplinske vodljivosti (oznaka α, i mjereno između 20–100 °C) oko 1,2 x 10–6 K–1. Jako čista legura (<0,1% Co) može imati koeficijent toplinske vodljivosti 0,62–0,65 x 10–6 K–1. Iako je legura vrlo postojana na promjene temperature, javlja se sklonost puzanju.
Leguru invar se koristi gdje je potrebna velika postojanost dimenzija, kao što su precizni istrumenti, satovi, seizmičke vodilice, okviri na televizijskim maskama, ventili u motoru i antimagnetični satovi. Kod geodetskih mjerenja, gdje je potrebna velika preciznost mjerenja, mjerna letva se izrađuje od invara, umjesto drvenih, stakloplastičnih ili drugih metala.  
Osim legure invar, postoje i slične legure, koje imaju nešto drukčiji koeficijent toplinskog istezanja:
- Invar ili FeNi36, s α = 1,2 x 10–6 K–1 (kemijski sastav: Fe – 63,5%, Ni – 36%, Mn – 0,4 %, C – 0,1 %).
- Inovco ili Fe33Ni4,5Co s α = 0,55 x 10–6 K–1 (između 20–100 °C).
- FeNi42 legura ima udio od 42% nikla i α = 5,3 x 10–6 K–1, a to odgovara približno siliciju i zato se koristi za elektroničke komponente, kao što je integrirani krug.
- FeNiCo legure, kao na primjer legure s registriranim zaštitnim znakovima Kovar ili Dilver P, koje se koriste za optičke dijelove, s velikim opsegom temperatura, kod satelita.